# Sławina
Sławina, död efter 1093, var en furstinna av obotriterna, gift först med fursten Kruto Vende och sedan med fursten Heinrich von Alt-Lübeck.
Hon har föreslagits vara dotter till hertig Świętobor av Pommern, Wartislaw I av Pommern, Ratibor I av Pommern eller Swietopelk I av Pommern. 
När Kruto förlorade sin styrka på grund av ålderdom, attackerades obotriterna flera gånger av tronpretendenten, son till den mördade furst Gotszalk: Henrik, med stöd av Danmark och Sachsen. Kruto försökte kommunicera med honom för att dela makten. Enligt krönikören försökte hennes make i själva verket döda Henrik, men han undvek bakhåll tack vare att han blivit varnad av Sławina. Krönikören Helmold beskriver dessa händelser enligt följande:
"Sławina, Krutos hustru, varnade honom för bakhållen som förberetts för honom. Avskräckt av sin gamle make, ville hon om möjligt gifta sig med Henrik. Därför bjöd Henrik på kvinnans uppmaning Kruto till en fest. Och när gästen, efter att ha missbrukat alkohol, höll på att lämna huset där han festade i berusad tillstånd, slog en viss dansk honom med en yxa och högg av honom huvudet med ett slag. Sedan tog Henrik Sławina till hustru och övertog även hertigdömet och marken".
Hon gifte sig med Henrik sedan han övertagit makten 1093, men det finns ingen bevarad dokumentation om henne efter detta. Hon var möjligen mor till Henriks söner Sviatopolk av obotriterna och Knut. 